# Eagleville, Tennessee
Eagleville är en ort (city) i Rutherford County i delstaten Tennessee i USA. Orten hade 813 invånare, på en yta av 7,29 km² (2020).